# Sempre ens quedarà París
"Sempre ens quedarà París" (títol original en anglès "We'll Always Have Paris") és el vint-i-quatrè episodi de la primera temporada de la sèrie de televisió de ciència-ficció estatunidenca Star Trek: La nova generació, es va emetre originalment el 2 de maig de 1988, en redifusió als Estats Units. La història i el guió van ser creats per Deborah Dean Davis i Hannah Louise Shearer, i l'episodi va ser dirigit per Robert Becker.
Ambientada al segle XXIV, la sèrie segueix les aventures de la tripulació de la nau de la Flota Estel·lar de la Federació Enterprise-D. En aquest episodi, la tripulació respon a una trucada de socors del Dr. Paul Manheim (Rod Loomis). Mentre que la tripulació ha de fer front als resultats dels experiments de Manheim amb el temps, el capità Picard (Patrick Stewart) ha de tractar amb el seu antiv amor Jenice (Michelle Phillips), que també és la muller de Manheim.
La història de l'episodi va estar influenciada per la pel·lícula Casablanca, i es va veure afectada per la vaga del Sindicat de Guionistes dels Estats Units del 1988. A causa de la vaga, el guió es va escriure en cinc dies i només quan es va rodar es va descobrir que estava incomplet. Shearer no va quedar content amb el resultat i va considerar que faltava la química a la pantalla entre Stewart i Phillips.

## Argument
L'Enterprise, juntament amb altres naus del sector, experimenten una distorsió temporal localitzada i poc després reben una trucada de socors del Dr. Paul Manheim en un sistema proper. El capità Picard (Patrick Stewart) recorda que Manheim va ser expulsat de l'Institut de Ciència de la Federació per fer experiments no autoritzats; se sent incòmode per conèixer Manheim perquè una vegada va tenir una relació amb la dona de Manheim, Jenice, abans d'abandonar-la a París per convertir-se en capità d'una nau estel·lar.
Troben que el senyal de socors prové d'una instal·lació en un planetoide envoltat per un camp de força. Manheim i Jenice són els únics supervivents de l'equip de recerca i Manheim necessita atenció mèdica immediata. Els dos són portats a bord i mentre la Dra. Crusher (Gates McFadden) atén al Dr. Manheim, que està tenint convulsions, Jenice té un retrobament incòmode amb Picard. També alerta la tripulació dels nombrosos protocols de seguretat que el seu marit ha instal·lat a les instal·lacions. Mentre la tripulació es prepara per enviar un equip per investigar el laboratori, experimenten més distorsions de temps, descrites per Data (Brent Spiner) com "efectes Manheim". En un cas, Picard, Riker i Data entren en un turboascensor només per veure el seu passat conversant fora de l'ascensor. La tripulació constata que no poden completar un teletransport a la instal·lació a causa de les mesures de seguretat que hi ha.
El Dr. Manheim es recupera el temps suficient per explicar que estava fent experiments amb temps, gravetat i embuts cap a altres universos i sospita que el seu últim experiment s'està quedant sense control. Manheim explica que està atrapat entre dues dimensions i Data determina que l'experiment s'ha de tancar durant una fluctuació de temps o, en cas contrari, simplement augmentarà. Manheim proporciona a la tripulació les coordenades correctes per baixar evitant els camps de seguretat. Picard admet a Jenice que li preocupava tornar-la a perdre després de deixar-la a París i promet corregir l'experiment del doctor Manheim.
Com que es veu menys afectat per les distorsions, Data s'envia sol i desactiva les mesures de seguretat restants abans d'entrar al laboratori de Manheim. Troba una columna d'energia que emana d'una matriu dimensional, la font de les distorsions del temps. Data, encara que es veu breument afectat per les distorsions de temps, és capaç d'afegir antimatèria a la matriu, fent que la matriu s'estabilitzi i aturi les distorsions de temps. El Dr. Manheim es recupera i ell i Jenice agraeixen a Picard i a la tripulació la seva ajuda. Picard i Jenice utilitzen l'holocoberta per recrear una trobada més en un cafè de París, abans que ella torni amb el seu marit al planeta.

## Repartiment i doblatge al català
La sèrie va ser doblada al català pels estudis Tramontana (primera part) i Soundtrack (segona part) i emesa a TV3 l’any 1991. Els dobladors de l'episodi foren:
| Personatge      | Actor/actriu        | Veu en català   |
| --------------- | ------------------- | --------------- |
| Jean-Luc Picard | Patrick Stewart     | Joan Crosas     |
| William Riker   | Jonathan Frakes     | Antoni Forteza  |
| Data            | Brent Spinner       | Joaquim Sota    |
| Geordi La Forge | LeVar Burton        | Aleix Estadella |
| Worf            | Michael Dorn        | Enric Arquimbau |
| Beverly Crusher | Gates McFadden      | Pilar Rubiella  |
| Deanna Troi     | Marina Sirtis       | Alicia Laorden  |
| Wesley Crusher  | Will Wheaton        | Roger Pera      |
| Jenice Manheim  | Michelle Phillips   | Núria Cugat     |
| Paul Manheim    | Rod Loomis          | Eduard Elias    |
| Edourd          | Jean-Paul Vignon    | Joan Pera       |
| Gabrielle       | Isabel García Lorca | Isabel Muntaner |

## Producció
L'episodi d'anomena "Sempre ens quedarà París" en referència a la pel·lícula de Humphrey Bogart i Ingrid Bergman Casablanca. A més del títol de l'episodi i del triangle amorós de la història, el Capità Picard esmenta directament el Blue Parrot Café de la pel·lícula. Casablanca també va ser la base de la novel·la anterior de Star Trek: The Original Series The Entropy Effect, i ho tornaria a ser a l'episodi de Deep Space Nine "Profit and Loss".
La història va ser presentada originalment per Hannah Louise Shearer i Deborah Dean Davis, a qui també se'ls va encarregar el desenvolupament del guió. L'escriptura de l'episodi va patir el moment de la  vaga del Sindicat de Guionistes dels Estats Units del 1988, Shearer i Dean Davis van completar el guió en cinc dies. La premissa de la història era una combinació de la seva idea d'una història "sobre un professor el treball del qual no va ser apreciat i va haver de sortir pel seu compte" i la de Maurice Hurley que volia una història amb una anomalia temporal. L'esborrany final tenia la data del 22 de febrer i presentava nombroses diferències respecte a la versió filmada, incloent-hi Jenice enlloc de Laura, una sèrie d'interaccions diferents per a la tripulació i Riker, Worf i Data participant en l'aturada de l'equip de Manheim. El guió es va completar una setmana abans que es filmés l'episodi, però la vaga de guionistes va causar més problemes quan es va descobrir durant el rodatge que l'escena on Data havia de solucionar les distorsions de temps no s'havia completat.
Robert Legato i Rick Berman van passar quaranta minuts al telèfon amb Shearer durant la vaga. Tot i que ella es va negar a escriure les línies durant la vaga, Berman va suggerir un diàleg i Shearer donaria opinions amb Legato anotant notes manuscrites. Legato va decidir ell mateix per les notes de direcció i va utilitzar un pla de whip pan en comptes d'un pla d'efectes per filmar els tres Data, ja que el director Robert Becker mai havia utilitzat plans d'efectes. Shearer no va quedar contenta amb el resultat final, dient que "estàvem escrivint l'episodi més romàntic del món", però que "es va reduir un 75%".
Shearer es va queixar més tard de la manca de química entre Michelle Phillips i Patrick Stewart, que Phillips va culpar a la naturalesa conflictiva del personatge, ja que estava compromesa amb el seu marit però també volia veure Picard una vegada més. Lance Spellerberg tornaria més tard a "El factor Ícar" on el seu cap de transport va obtenir el nom d'alferes Herbert. La imatge del París del segle 24 era una matte painting que es va tornar a utilitzar a Star Trek VI: The Undiscovered Country, on estava penjada fora de l'oficina del president de la Federació.

## Recepció
"Sempre ens quedarà París" es va emetre en redifusió durant la setmana que va començar el 5 de maig de 1988. Va rebre una puntuació de Nielsen de 9,7, que reflecteix el percentatge de totes les llars que miren l'episodi durant la seva franja horària. Aquestes van ser les mateixes valoracions rebudes que l'episodi anterior, "Pell de diable".
Diversos crítics van tornar a veure l'episodi després del final de la sèrie. Michelle Erica Green va ressenyar l'episodi en nom de TrekNation el setembre de 2007, comparant certs elements de l'episodi amb Casablanca i el final de la sèrie "Totes les coses bones...". Aquests inclouen el final on les distorsions del temps van fer que Data es reproduís tres vegades a "Sempre ens quedarà París" en comparació amb la situació similar amb tres Picards a "Totes les coses bones...". En general, va pensar que l'episodi era millor del que recordava anteriorment. Jamahl Epsicokhan al seu lloc web  "Jammer's Reviews" va descriure l'episodi com a massa simple, especialment el final, que va dir que era "donen a Data un recipient, que enganxa a una sala de miralls; problema solucionat".
Zack Handlen, ressenyant l'episodi per The A.V. Club el maig de 2010, va dir que li agradaven els "blips de temps" de l'episodi, però que no era un fan del romanç entre Jenice i Picard. També va sentir que no hi havia gaire seguiment dels experiments de Manheim i que semblava que ell havia de causar un accident més greu en el futur. Keith DeCandido va veure l'episodi per Tor.com el juliol de 2011. Va pensar que Michele Phillips era "increïblement radiant", i va dir: "No hi ha res que pugui assenyalar en aquest episodi i dir que està malament, però és un dels episodis més oblidables", donant-li una puntuació de quatre sobre deu.

## Estrena en mitjans domèstics
"Sempre ens quedarà París" es va llançar per primer cop en videocasset VHS als Estats Units i el Canadà l'11 de novembre de 1992. L'episodi es va incloure a la caixa del DVD de la primera temporada de Star Trek: La nova generació, llançada el març de 2002, i va ser inclòs com a part de la primera temporada en Blu-ray el 24 de juliol de 2012.